# 박민희 (영화배우)
박민희(朴珉熙, 1965년 9월 25일 ~ )는 대한민국의 영화 배우이다.

## 영화 작품
- 1997년 《3인조》
- 1997년 《산부인과》
- 1999년 《북경반점》... 나레이터/손님 2 역, 제작지휘
- 2000년 《춘향뎐》... 어사 중방 역, 제작부장
- 2000년 《해변으로 가다》프로듀서
- 2000년 《순애보》공동제작
- 2001년 《하루》프로듀서
- 2002년 《취화선》... 동학군 대장 역
- 2003년 《이중간첩》프로듀서
- 2004년 《하류 인생》(특별출연)
- 2006년 《신데렐라》... 사복 경찰 2 역, 제작
- 2007년 《천년학》... 제주도 술꾼 역
- 2009년 《불꽃처럼 나비처럼》... 미우라 역, 프로듀서
- 2010년 《달빛 기어올리기》... 민 사장 역
- 2013년 《소수의 견》... 경찰청장 역
- 2014년 《덫: 치명적인 유혹》... 제작자 역